# Eudokia z Gruzji
Eudokia z Gruzji gruz.  გულქან-ევდოკია (zm. 2 maja 1395) – cesarzowa Trapezuntu, żona Manuela III Komnena. 

## Życiorys
Była córką króla Gruzji Dawida IX. Jej bratem był Bagrat V Wielki. Jej pierwszym mężem był Andronik Komnen. Po jego śmierci odbył się jej ślub z jego bratem Manuelem III Komnenem miał miejsce 6 września 1377. Ich jedynym synem był Aleksy IV Wielki Komnen.  